# Do Deuce
Do Deuce (ドウデュース en japonais), né en 2019, est un cheval de course pur-sang anglais japonais, vainqueur de la Japan Cup et cheval de l'année au Japon en 2024.  

## Carrière de courses
Élevé à Northern Farm, c'est-à-dire dans l'empire de la famille Yoshida, qui règne sur les courses japonaises, Do Deuce débute à 2 ans sous la selle de celui qui sera son partenaire attitré, à deux exceptions près, le plus célèbre des jockeys japonais, Yutaka Take. Ces débuts sont couronnés de succès, puis le poulain enchaîne en remportant une Listed, qui lui ouvre les portes du championnat des 2 ans, les Asahi Hai Futurity Stakes. Il s'y impose, et son invincibilité lui offre un titre de champion des 2 ans japonais, ainsi qu'un titre officieux de favori des classiques de printemps.  

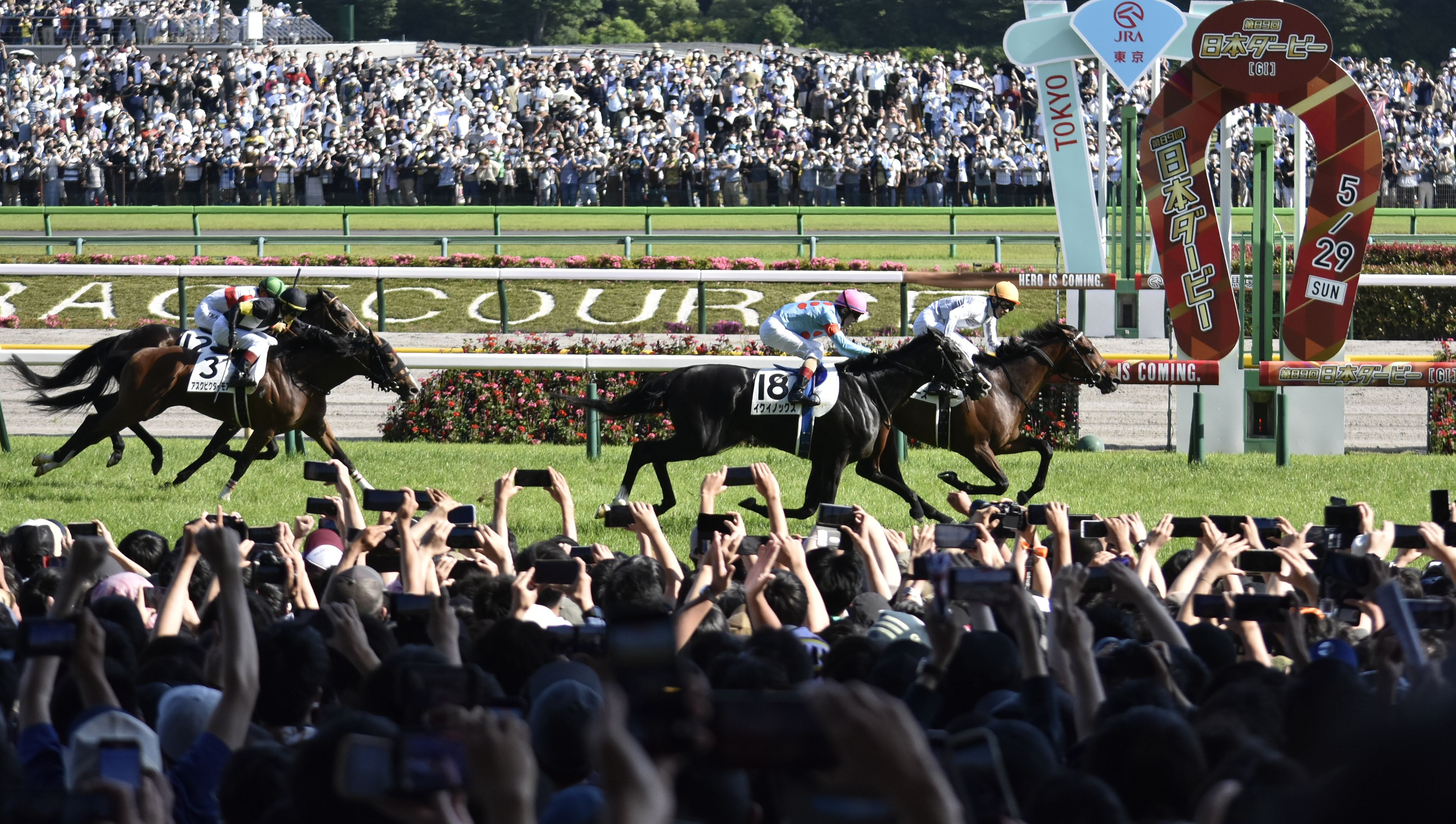
Victoire dans le Tokyo Yushun.

Las, pour sa rentrée, Do Deuce perd son invincibilité, battu dans un groupe 2 préparatoire à Nakayama en mars. Néanmoins, il obtient une bonne troisième place dans le Satsuki Shō, le premier volet de la triple couronne japonaise, battu par Geoglyph et un certain Equinox. Do Deuce est installé troisième favori du Tōkyō Yūshun, le Derby japonais, et y remporte l'une de ses plus belles victoires, devançant à la lutte Equinox, dont ce sera la seconde et dernière défaite. Do Deuce, sacré meilleur poulain japonais, sera aussi le seul cheval, avec Geoglyph, à avoir devancé celui qui allait devenir le meilleur cheval du monde. Fort de ce succès, l'entourage de Do Deuce tente l'aventure française : comme chaque année, le Japon envoie certains de ses meilleurs représentants en France pour conquérir le Prix de l'Arc de Triomphe - en vain, puisqu'aucun n'a pu inscrire son nom au palmarès. Do Deuce ne fera pas exception : après une prestation peu encourageante face aux 3 ans dans le Prix Niel, le poulain ne parvient pas à exister dans l'Arc d'Alpinista, et finit dans le lointain. 
En 2023, Do Deuce effectue un retour victorieux à la compétition dans un groupe 2 à Hanshin, mais une blessure ne lui permet pas d'enchaîner, et on ne le revoit qu'à l'automne. Cette fois, il semble avoir perdu de sa superbe, échouant nettement dans deux tournois de chevaux d'âge, le Tenno Sho et la Japan Cup, dans lesquels l'empereur Equinox brille de mille feux et fait ses adieux. Mais ces deux contre-performances sont en trompe-l’œil, et Do Deuce apparaît comme un cheval aussi doué qu'inconsistant. En effet, il renoue avec le succès dans l'Arima Kinen, qui réunit les meilleurs chevaux japonais de l'année (moins Equinox, donc), et accroche donc à son palmarès un autre fleuron des courses japonaises, obtenant au passage le dixième rating mondial de l'année (124).  
La dernière saison de Do Deuce est à l'image des précédentes : sur courant alternatif. Elle commence mal, par un printemps chagrin, soldé par deux défaites d'abord à Dubaï dans le Dubaï Turf, à deux grandes longueurs du Français Facteur Cheval, puis à domicile dans le Takarazuka Kinen, où il n'est pas invité à la fête. Mais l'automne est radieux : Do Deuce renoue avec le succès dans le Tenno Sho (automne), un succès de prestige qui le place en position de favori pour une édition de la Japan Cup dans laquelle s'avance un contingent européen restreint mais ambitieux, avec le champion Auguste Rodin, le conquérant français Goliath et l'Allemand Fantastic Moon, alors que les Occidentaux semblaient partir battus d'avance ces dernières années. À l'issue d'une course pas très japonaise, c'est-à-dire disputée à une allure modérée, Do Deuce s'adjuge le sprint en finissant en boulet de canon pour s'octroyer sa huitième victoire, et la plus belle. Malheureusement, une blessure l'empêche de terminer son année, et sa carrière, en apothéose en allant chercher un doublé dans l'Arima Kinen, et il rentre au haras couronné du titre de cheval d'âge de l'année et du titre suprême de cheval de l'année. 

### Résumé de carrière
| Date         | Hippodrome  | Pays        | Course                    | Statut      | Distance    | Jockey       | Place       | Écart       | Vainqueur ou deuxième  |
| 2021, 2 ans  | 2021, 2 ans | 2021, 2 ans | 2021, 2 ans               | 2021, 2 ans | 2021, 2 ans | 2021, 2 ans  | 2021, 2 ans | 2021, 2 ans | 2021, 2 ans            |
| ------------ | ----------- | ----------- | ------------------------- | ----------- | ----------- | ------------ | ----------- | ----------- | ---------------------- |
| 5 septembre  | Kokura      | Japon       | Inédits                   |             | 1 800 m     | Yutaka Take  | 1er / 13    | encolure    | Gaia Force             |
| 23 octobre   | Tokyo       | Japon       | Ivy Stakes                | Listed      | 1 800 m     | Yutaka Take  | 1er / 8     | encolure    | Gran Cielo             |
| 19 décembre  | Hanshin     | Japon       | Asahi Hai Futurity Stakes | Gr. 1       | 1 600 m     | Yutaka Take  | 1er / 15    | 1/2         | Serifos                |
| 2022, 3 ans  |             |             |                           |             |             |              |             |             |                        |
| 6 mars       | Nakayama    | Japon       | Yayoi Sho                 | Gr. 2       | 2 000 m     | Yutaka Take  | 2e / 11     | encolure    | Ask Victor More        |
| 17 avril     | Nakayama    | Japon       | Satsuki Shō               | Gr. 3       | 2 000 m     | Yutaka Take  | 3e / 18     | 1 ¼         | Geoglyph               |
| 29 mai       | Tokyo       | Japon       | Tōkyō Yūshun              | Gr. 1       | 2 400 m     | Yutaka Take  | 1er / 18    | encolure    | Equinox                |
| 11 septembre | Longchamp   | France      | Prix Niel                 | Gr. 2       | 2 400 m     | Yutaka Take  | 4e / 7      | 3 ¾         | Simca Mille            |
| 2 octobre    | Longchamp   | France      | Prix de l'Arc de Triomphe | Gr. 1       | 2 400 m     | Yutaka Take  | 19e / 20    | 42          | Alpinista              |
| 2023, 4 ans  |             |             |                           |             |             |              |             |             |                        |
| 12 février   | Hanshin     | Japon       | Kyoto Kinen               | Gr. 2       | 2 200 m     | Yutaka Take  | 1er / 13    | 3 ½         | Matenro Leo            |
| 29 octobre   | Tokyo       | Japon       | Tenno Sho (Autumn)        | Gr. 1       | 2 000 m     | Keita Tosaki | 7e / 11     | 8 ½         | Equinox                |
| 26 novembre  | Tokyo       | Japon       | Japan Cup                 | Gr. 1       | 2 400 m     | Keita Tosaki | 4 / 18      | 5 ¾         | Equinox                |
| 24 décembre  | Nakayama    | Japon       | Arima Kinen               | Gr. 1       | 2 500 m     | Yutaka Take  | 1er / 16    | 1/2         | Stars On Earth         |
| 2024, 5 ans  |             |             |                           |             |             |              |             |             |                        |
| 30 mars      | Meydan      | Dubaï       | Dubaï Turf                | Gr. 1       | 1 800 m     | Yutaka Take  | 5e / 16     | 2 ¼         | Facteur Cheval         |
| 23 juin      | Kyoto       | Japon       | Takarazuka Kinen          | Gr. 1       | 2 200 m     | Yutaka Take  | 6e / 13     | 6           | Blow the Horn          |
| 27 octobre   | Tokyo       | Japon       | Tenno Sho (automne)       | Gr. 1       | 2 000 m     | Yutaka Take  | 1er / 15    | 1 ¼         | Tastiera               |
| 24 novembre  | Tokyo       | Japon       | Japan Cup                 | Gr. 1       | 2 400 m     | Yutaka Take  | 1er / 14    | encolure    | Shin Emperor / Durezza |

## Origines
Do Deuce est un fils de l'excellent étalon Heart's Cry, le seul cheval à avoir devancé Deep Impact au Japon, dans l'Arima Kinen 2005, et père des champions Lys Gracieux, Just A Way, Suave Richard ou Cheval Grand, ces deux derniers étant aussi des lauréats de la Japan Cup. 
Dust and Diamonds, la mère de Do Deuce, était une excellente jument américaine. Fille de Vindication (2 ans de l'année aux États-Unis en 2002), elle remporta le Gallant Bloom Handicap, groupe 2, et se classa deuxième de la Breeders' Cup Filly & Mare Sprint. Elle a rejoint le Japon à la faveur d'un chèque de 1 million de dollars signé par la famille Yoshida, après avoir donné un poulain placé de groupe aux États-Unis. Sa grand-mère, Darling Lady, est la sœur de Navajo Princess, mère du légendaire Dancing Brave et de la championne Jolypha.  

### Pedigree
| Origines de Do Deuce (JPN), mâle bai né en 2019 | Origines de Do Deuce (JPN), mâle bai né en 2019 | Origines de Do Deuce (JPN), mâle bai né en 2019 | Origines de Do Deuce (JPN), mâle bai né en 2019 |
| ----------------------------------------------- | ----------------------------------------------- | ----------------------------------------------- | ----------------------------------------------- |
| Père Heart's Cry 2001                           | Sunday Silence 1986                             | Halo                                            | Hail to Reason                                  |
| Père Heart's Cry 2001                           | Sunday Silence 1986                             | Halo                                            | Cosmah                                          |
| Père Heart's Cry 2001                           | Sunday Silence 1986                             | Wishing Well                                    | Understanding                                   |
| Père Heart's Cry 2001                           | Sunday Silence 1986                             | Wishing Well                                    | Mountain Flower                                 |
| Père Heart's Cry 2001                           | Irish Dance 1990                                | Tony Bin                                        | Kampala                                         |
| Père Heart's Cry 2001                           | Irish Dance 1990                                | Tony Bin                                        | Severn Bridge                                   |
| Père Heart's Cry 2001                           | Irish Dance 1990                                | Buper Dance                                     | Lyphard                                         |
| Père Heart's Cry 2001                           | Irish Dance 1990                                | Buper Dance                                     | My Bupers                                       |
| Mère Dust and Diamonds 2008                     | Vindication 2000                                | Seattle Slew                                    | Bold Reasoning                                  |
| Mère Dust and Diamonds 2008                     | Vindication 2000                                | Seattle Slew                                    | My Charmer                                      |
| Mère Dust and Diamonds 2008                     | Vindication 2000                                | Strawberry Reason                               | Strawberry Road                                 |
| Mère Dust and Diamonds 2008                     | Vindication 2000                                | Strawberry Reason                               | Pretty Reason                                   |
| Mère Dust and Diamonds 2008                     | Majestically 2002                               | Gone West                                       | Mr. Prospector                                  |
| Mère Dust and Diamonds 2008                     | Majestically 2002                               | Gone West                                       | Secrettame                                      |
| Mère Dust and Diamonds 2008                     | Majestically 2002                               | Darling Dame                                    | Lyphard                                         |
| Mère Dust and Diamonds 2008                     | Majestically 2002                               | Darling Dame                                    | Darling Lady (famille 3-d)                      |